# 贵阳基督教堂
贵阳基督教堂，简称贵阳堂，原称警世堂，是中国贵州省省会贵阳市最大的基督新教活動中心，也是贵州省基督教两会办公所在地。该堂创建于1928年，现有约20,000信徒。

## 历史
1877年内地会的巴子成和祝名扬两位宣教士到贵阳宣教，并在那里租借房间改造成礼拜堂。

1927年，美国传教士施谋道受基督复临安息日会华西联合会差遣来到贵阳传教，同时筹建教堂。1928年他用三仟元大洋购得普定街（今黔灵西路）一幢洋房，并将其改建为教堂，称之为贵阳教会“警世堂”。

1949年中国共产党开始执政以后，外国传教士被驱逐出国，教堂加入“三自爱国教会”。

1966-1976年文化大革命期间教堂遭到破坏，被迫停止宗教活动，之后又被一家街道橡胶厂占用。文革后，政府恢复宗教自由的政策，将物业归还给教会，但其占地面积已被周边单位挤占了不少。
1984年政府拨款33万元人民币支助在黔灵西路原地重建教堂，1986年圣诞节新教堂竣工投入使用，並正式改名爲“貴陽基督教堂”。

## 近况
2019年贵阳市（包括郊区各区县）有17个教堂，共约30,000信徒，其中贵阳基督教堂规模最大，约有20,000信徒。

贵阳基督教堂对外开放。每个星期有六堂礼拜，每堂800到1,000人，门口都坐满了人。

教堂还有一个“微型图书馆”，有三百多册中英文的书籍，提供免费租阅。其中关于灵修、见证和婚姻家庭类的书较受欢迎。管理员是义工教友，不拿薪水。

## 建築
教堂大门上方有一个圆拱形的大窗直通顶部，两侧四个楼层都设有对称的尖拱形窗户。屋顶四角装有四盏金灯台，中央建一尖塔，上面是红色十字架。聚会大厅730平方米，可坐600多人。

## 外部連結
https://www.vjshi.com/watch/29971163.html 航拍贵阳基督教堂内景俯瞰